# Rovci (Sveti Petar Orehovec)
Rovci su naselje u Hrvatskoj u sastavu općine Svetog Petra Orehovca. Nalaze se u Koprivničko-križevačkoj županiji. 

## Zemljopis
Jugozapadno su Zrinšćina i Radoišće, sjeverozapadno je Drašković, sjeveroistočno su Mokrice Miholečke, Fodrovec Riječki, Brezje Miholečko, Gornji Fodrovec, Kusijevec i Donji Fodrovec, istočno su Kapela Ravenska, jezero i Sela Ravenska, jugoistočno je Ledina.

## Stanovništvo
| broj stanovnika |       |       |       |       |       |       |       | 40    | 106   | 88    | 99    | 82    | 35    | 22    | 24    | 14    | 13    |
|                 | 1857. | 1869. | 1880. | 1890. | 1900. | 1910. | 1921. | 1931. | 1948. | 1953. | 1961. | 1971. | 1981. | 1991. | 2001. | 2011. | 2021. |